# Czukuczanowate
Czukuczanowate (Catostomidae) – rodzina słodkowodnych ryb karpiokształtnych (Cypriniformes). Nie mają znaczenia gospodarczego. Angielska nazwa suckers nawiązuje do sposobu pobierania pokarmu – przez zasysanie.

## Występowanie
Czukuczanowate wywodzą się ze wschodniej Azji, gdzie – z drobnymi wyjątkami – zostały wyparte przez karpiowate. Obecnie są tam reprezentowane przez czukuczana chińskiego (Myxocyprinus asiaticus) zasiedlającego dorzecze Jangcy w Chinach oraz czukuczana białego (Catostomus commersoni) występującego w północno-wschodniej Syberii. Rozwój rodziny nastąpił w Ameryce Północnej, gdzie znalazły nisze wolne od karpiowatych. Dzielą się na dwie grupy zajmujące różne środowiska: strumienie i wody stojące lub wolno płynące. Obydwie grupy przebywają głównie przy dnie zbiornika.

## Cechy charakterystyczne
Ciało wydłużone, wrzecionowate, od kilkunastu do 120 cm długości. Otwór gębowy wysuwany, zwykle w położeniu dolnym, bez wąsików, z grubymi wargami pokrytymi brodawkami czuciowymi. Otwór gębowy bez zębów. Zastępują je liczne, drobne zęby gardłowe ułożone w jednym szeregu, ale bez płytki żarna. Samce zwykle są mniejsze od samic. Żywią się bezkręgowcami i roślinami. Ikra jest składana na dnie, na kamieniach lub przyklejana do roślin. Rodzice nie opiekują się ikrą.

## Klasyfikacja
Rodzaje zaliczane do tej rodziny:

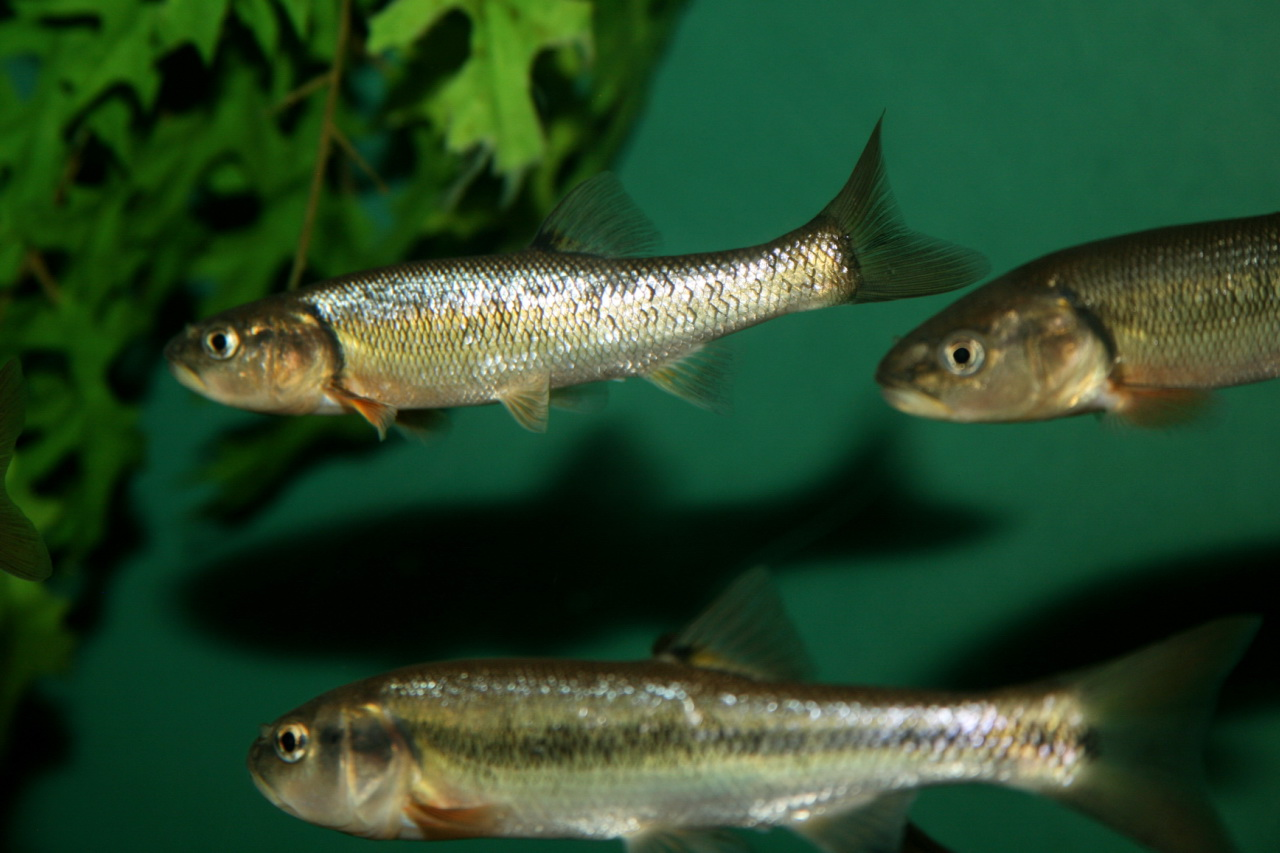
Moxostoma sp.

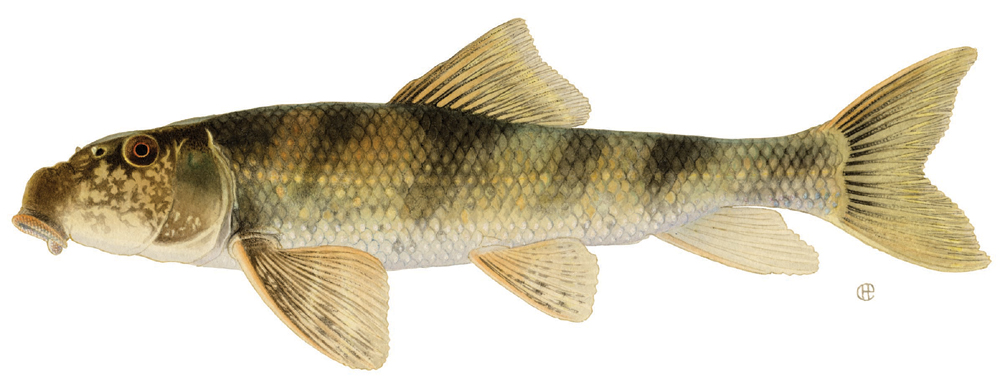
Hypentelium nigricans

Carpiodes — Catostomus — Chasmistes — Cycleptus — Deltistes — Erimyzon — Hypentelium — Ictiobus — Minytrema — Moxostoma — Myxocyprinus — Thoburnia — Xyrauchen
rodzaje wymarłe
- †Amyzon
- †Vasnetzovia